# The Delta Force
The Delta Force is een Amerikaanse actiefilm uit 1986 onder regie van Menahem Golan, met Chuck Norris in de hoofdrol.

## Verhaal
Libanese terroristen kapen een Amerikaans vliegtuig dat van Athene naar New York vliegt. Ze bevelen de piloot om naar Beiroet te vliegen en dreigen de gijzelaars te doden als hun eisen niet worden ingewilligd. Om de passagiers te redden, sturen de Amerikaanse autoriteiten een speciale commando-eenheid onder leiding van majoor McCoy en kolonel Alexander.

## Rolverdeling
| Acteur          | Personage                       |
| --------------- | ------------------------------- |
| Chuck Norris    | Major Scott McCoy               |
| Lee Marvin      | Colonel Nick Alexander          |
| Martin Balsam   | Ben Kaplan                      |
| Joey Bishop     | Harry Goldman                   |
| Robert Forster  | Abdul Rafai                     |
| Liam Neeson     | Delta Force soldaat (onvermeld) |
| Lainie Kazan    | Sylvia Goldman                  |
| George Kennedy  | Father William O'Malley         |
| Hanna Schygulla | Ingrid                          |
| Susan Strasberg | Debra Levine                    |
| Bo Svenson      | Captain Campbel                 |
| Robert Vaughn   | General Woodbridge              |
| Shelley Winters | Edie Kaplan                     |